# Чегодаев, Данила Алексеевич
Данила Алексеевич Чегодаев (род. 9 января 1992 года, Москва) — российский регбист, фланкер. Мастер спорта России (2015).

## Биография
Образование — Московская Государственная Академия Физической Культуры и Спорта по специальности «Тренер-преподаватель командных видов спорта».
С 2006 по 2013 год выступал за регбийный клуб «Марьино».
С 2013 по 2020 год выступал за регбийный клуб «ВВА-Подмосковье».
В 2020 году перешёл в казанскую «Стрелу».
В 2021 году перешёл в московское «Динамо»

## Достижения
- Многократный призёр Чемпионата России по регби-15
- Серебряный призёр Чемпионата Европы U19 в 2011 году